# Sanaeng Gaen
Das Sanaeng Gaen (oder Sanaeng Kaen; Thai เสนงเกล, RTGS: Saneng Keng) gehört zu der Gruppe der Holzblasinstrumente. Es wird im Süden des Isan, der Nordostregion Thailands gespielt.
Das Sanaeng Gaen besitzt ein einzelnes Rohrblatt, das aus Metall oder Bambus hergestellt und am Mundstück angebracht wird. Der Klangkörper ist aus dem Horn des Wasserbüffels gefertigt. Das untere Ende des Klangkörpers ist zur Hälfte mit einem dünnen Holzstück verkleidet.
Neben musikalischen Aufführungen wird das Sanaeng Gaen auch bei der Elefantenjagd als Signalinstrument benutzt.